# Kunfal (jezik)
Kunfal dijalekt (kumfel, kunfäl, kunfel; ISO 639-3: xuf; povučen), nekad samostalan jezik centralnokušitske skupine, koji je izgubio status i proglašen dijalektom jezika awngi, a njegov identifikator povučen iz upotrebe
Ovaj dijalekt govori se zapadno od jezera Tana, Etiopija. 2 000 govornika (2000 M. Brenzinger).

## Vanjske poveznice
- Ethnologue (14th)
- Ethnologue (15th)